# Borut Furlan
Borut Furlan, slovenski podvodni fotograf in potapljač, * 6. marec 1959, Postojna

## Življenjepis
Potapljaški izpit je opravil v Društvu za raziskovanje morja 1977 leta. Glavni razlog, da se je odločil za potapljanje, je bilo njegovo zanimanje za morsko biologijo, saj je bil skoraj do mature prepričan, da bo študiral biologijo. V klubu pa je že takrat delovala zelo močna sekcija za podvodno fotografijo. Multivizijske diaprojekcije izkušenih podvodnih fotografov, predvsem Arkadija Popoviča, so ga izredno navdušile in začel je resno razmišljati, da bi se tudi sam posvetil podvodni fotografiji.
Svoje prve podvodne filme je posnel leta 1979 z razmeroma ceneno kamero Exa-1a in ohišjem, ki ga je sestavil iz sestavnih delov, ki jih je naročil pri ameriški firmi Ikelite. Istega leta se je udeležil fotolova in dosegel dobre rezultate.
Že naslednje leto si je kupil profesionalni fotografski aparat Nikon F3 in zanj izdelal ohišje iz poliestrske smole (1982), ki je imelo za tiste čase veliko inovativnih rešitev in lep izgled, a je bilo žal porozno. 
1983 leta je diplomiral na Fakulteti za Kemijo in kemijsko tehnologijo v Ljubljani, kjer se je tudi zaposlil in kasneje, 1985 leta tudi magistriral kot specialist za sintezo organskih molekul. Istega leta se je tudi zaposlil na Kemijskem institutu Ljubljana.
Leta 1985 si je priboril naslov jugoslovanskega državnega prvaka v fotolovu - z izposojeno opremo, kajti njegovo je zalila voda.
Leta 1988 se je zaposlil v farmacevtski družbi Lek, kjer je še vedno zaposlen (2006). Istega leta so mu, po njegovih načrtih, ki jih je izrisal takoj po končanem služenju vojaškega roka, izdelali novo podvodno ohišje iz aluminija. To letnico tudi označuje za svoj pravi začetek resne podvodne fotografije.
V zadnjih dneh Jugoslavije sta bila s kolegom Cirilom Mlinarjem - Cicem izbrana v državno reprezentanco v podvodnem fotolovu in se pod vodstvom kapetana Aleksandra Adamca z Reke junija 1991, zadnjič kot predstavnika Jugoslavije, udeležila 1. mednarodnega tekmovanja na Sardiniji. Med šestimi reprezentancami sta ekipno osvojila 3. mesto. Domov so se vrnili dan preden je jugoslovanska vojska zaprla slovenske meje, pokal pa je še vedno nekje na Reki, na sedežu bivše Jugoslovanske potapljaške zveze.
Leta 1993 si je izdelal ohišje za novi fotoaparat Nikon F4.
1994 leta se je udeležil srečanja nemških fotografov v Španiji, kot nagrade za dobro uvrstitev na internem natečaju revije UWF. Istega leta se je tudi odloči, da se preneha ukvarjati s fotolovi. Na izrecno prošnjo Smiljana Zavrtanika, podvodnega fotografa iz Nove Gorice, je leta 1998 napravil izjemo, in še zadnjič tekmoval v podvodnem fotolovu.
Leta 1995 se je skupaj s klubskom kolegom Cicem udeležil svetovnega prvenstva v Sharm-el-Sheikhu v Egiptu, kjer je osvojil 6. mesto v kategoriji makro s portretom rdeče ribice. Od takrat dalje se je redno udeleževal svetovnih prvenstev in vsakič osvojil prestižni »top ten« v vsaj eni kategoriji, kasneje pa tudi v skupnih uvrstitvah. Istega leta je začel tudi sodelovati na različnih drugih mednarodnih natečajih.
Z denarjem, ki ga je prislužil s pisanjem reportaž, je 1998 leta kupil Nikon F5 in Seacam ohišje. Istega leta se je v Alesundu na Norveškem tudi udeležil tečaja za inštruktorja podvodne fotografije po CMAS standardih.
Po desetih letih nepretrganih zaporednih zmag (v slovenski konkurenci) na državnih prvenstvih in natečajih (1994 - 2003) je leta 2003 prenehal z vsemi tekmovalnimi aktivnostmi na področju Slovenije.
Borut Furlan trenutno (2006) živi in dela v Ljubljani.

## Potapljanje
Potaplajti se je začel 1977 leta. Do sedaj (2006) ima zabeleženih že več kot 3.000 potopov.

### Potapljaška izobrazba
- CMAS inštruktor M2 (M1 od leta 1990; M2 od leta 1994 dalje)
- CMAS fotografski inštruktor Level 2 (od 1998)
- DAN oxigen provider (od 1999)
- CMAS Confirmed Nitrox Diver (Nitrox od leta 1999; Confirmed nitrox od leta 2001 dalje)

### Članstvo
- Društvo za raziskovanje morja - DRM
- Slovenska potapljaška zveza - SPZ (v obdobju 1998 - 2002 vodja Komisije za podvodno fotografijo, film in video pri SPZ)

### Območja potapljanja
- Slovenija - Slovensko primorje
- Hrvaška
  - Istra
  - Kvarner (Krk, Cres, Lošinj in sosednji otoki)
  - Dalmacija (Kornati, Hvar, Vis, Korčula, Lastovo, Mljet in sosednji otočki)
  - Vsi zunanji dalmatinski otoki (Jabuka, Svetac, Brusnik, Biševo, Sušac, Palagruža)
- Italija (Trst, Sardinija)
- Francija (Illes d'Hyeres, Marseille)
- Španija (Costa Brava, Menorca)
- Turčija (Kas)
- Norveška (Alesund)
- Egipt (Sinaj, Hurghada, Safaga, Marsa Alam)
- Kuba (Jardines de la Reina)
- Maldivi (Bandos, Elaidhoo)
- Tajska (Phuket, Similani)
- Malezija (Borneo - Layang Layang, Mabul, Sipadan)
- Indonezija (Sulawesi - Manado)
- Filipini (Puerto Galera, Tubbataha - Sulu sea)
- Salomonski otoki (Nggele islands, Marovo Lagoon)
- Južna Afrika (Aliwal Shoal)
- Mozambik (Ponta do Ouro)

## Delo

### Revije
Največ svojih reportaž je objavil v reviji Val, kjer je stalni sodelavec, v letu 2001 pa je tudi urejal 16-stransko potapljaško prilogo. S slikami ali članki je sodeloval v naslednjih revijah in časopisih (sem so šteti tudi članki o njemu, npr. intervjuji, kjer so bile objavljene njegove slike): Adrenalin, Adria In-flight Magazine, Barske novine (Jugoslavija), Biseri Jadrana (Hrvaška), Blaue Tiefen (posebna izdaja revije More za nemško tržišče), Delo, Dnevnik, Gea, Kolektiv (interno glasilo firme Lek d.d.), Lord, Moj Mikro, More (Hrvaška), Nedelo, Ona, Plave dubine (Hrvaška), Potapljač, Potapljaške novice, Primorske novice, Primorska srečanja, Republika, Revija Renault, Ronilac (Hrvaška), Ribolov, Slovenske novice, Sobotna priloga, Stop, Svet & Ljudje, Trip, Unterwasser (Nemčija), Val, Vikend magazin.

### Knjige
- Steven Weinberg, 100 Ans de Photographie Sous-marine 1993.(1 dvostranska fotografija)
- Enciklopedija živali, Tehnična založba Slovenije, 1994 (2 sliki - ligenj in kovač)
- Tom Turk, Živalski svet Jadranskega morja, DZS, Ljubljana 1996 (228 slik)
- Tomislav Petrović, Ronjenje na dah i podvodni ribolov, Prirodnjački muzej Beograd, 1996 (12 slik)
- Helmut Debelius, Mediterranean and Atlantic Fish Guide, IKAN, Germany, 1998 (28 slik)
- Helmut Debelius, Red Sea Reef Guide, IKAN, Germany, 1998 (27 slik)
- Helmut Debelius, Crustacea Guide of the World, IKAN, Germany, 1999 (12 slik)
- Danijel Frka, Tajne Jadrana, Adamić, Rijeka, Hrvaška, 2002 (8 slik)
- Zbornik 50 let DRM Ljubljana, 2002, (80 strani), glavni urednik, avtor 2 besedil in 19 slik.
- Živalstvo Slovenije, Tehniška založba Slovenije 2003 (4 slike)
- Mate Dolenc, Morski portreti (jadranske živali), Pisanica 2003, avtor slik (155 slik), , (COBISS)
- Ewald Lieske, Robert Myers, Coral Reef Guide Red Sea, Collins 2004 (1 slika)
- Antun GAvranić, Podvodna fotografija, HRS 2004 (1 slika)
- Mate Dolenc, Ozvezdje Jadran, Intelego 2004 (naslovnica)
- Tomislav Petrović, Ronjenje na dah i podvodni ribolov, Aquanaut, 2005 (36 slik)
- Biseri sveta v očeh svetovnih popotnikov, Gea, Mladinska knjiga, 2005 (prispevek s 7 slikami)
- Borut Furlan, Tihi svetovi, Podvodna fotografija 1995-2004, Didakta 2006 (300 strani, 284 podvodnih fotografij), prva slovenska podvodna fotomonografija, (COBISS)

### Razstave
- 1993, Galerija Lek (jadranski motivi), Ljubljana
- 1998, Klub B-51 (ribji portreti), Ljubljana
- 1999, Ribji portreti, Cankarjev dom, Mala galerija, Ljubljana
- 1999, Ribji portreti, Galerija Lek
- 2000, Mikrostrukture, (detalji rib) Galerija Jazbec, Tupeljče, Štanjel
- 2001, Mikrokozmos Indopacifika, Galerija Lek, Ljubljana
- 2003, Potopljeni ambienti, Knjižnica Prežihov Voranc, Ljubljana
- 2003, Fotolovske zgodbe (ribji portreti), Prirodoslovni muzej Reka, Hrvaška
- 2004, Morske impresije, Galerija Stolp, Maribor
- 2004, Vodan 1998-2003 (skupinska razstava), Galerija Fotografija, Ljubljana

## Nagrade

### Nagrade v času bivše Jugoslavije
- 1979, Fiesa, Fotolov, Republiško prvenstvo, 10. mesto
- 1979, Trst, Fotolov, Odprto tržaško prvenstvo, 9. mesto
- 1979, Reka, Fotolov, Državno prvenstvo, 5. mesto (in najlepši posnetek ribe)
- 1980, Fiesa, Fotolov, Državno prvenstvo, 8. mesto
- 1980, Fiesa, Prinešeni material, 1. mesto
- 1982, Lastovo, Fotolov, Državno prvenstvo, 2. mesto
- 1982, Lastovo, Splošna podvodna fotografija, Državno prvenstvo, 3. mesto
- 1985, Jurjevo, Fotolov, Državno prvenstvo, 1. mesto
- 1989, Fiesa, Fotolov, Republiško prvenstvo, 1. mesto
- 1989, Mali Lošinj, Fotolov, Državno prvenstvo, 2. mesto
- 1989, Mali Lošinj, Splošna podvodna fotografija, Državno prvenstvo, 2. mesto
- 1990, Reka, Fotolov, Državno prvenstvo, 1. mesto
- 1990, Reka, Splošna podvodna fotografija, Državno prvenstvo, 3. mesto
- 1991, Sardinja (Italija), Fotolov, Meddržavno prvenstvo, 3. mesto ekipno (brez individualnih uvrstitev)

### Nagrade v Sloveniji
- 1992, Piran, Fotolov, Državno prvenstvo, 1. mesto
- 1992, Piran, Natečaj, 3. mesto
- 1993, Bled, »Lov« na ostriža, 2. mesto
- 1993, Bled, Natečaj, 3. mesto
- 1993, Piran, Fotolov, Državno prvenstvo, 1. mesto
- 1994, Piran, Fotolov, Državno prvenstvo, 1. mesto
- 1994, Piran, Splošna podvodna fotografija - natečaj, 1. mesto
- 1995, Piran, Splošna podvodna fotografija - natečaj, 1. mesto
- 1996, Selce, Hrvaška, Splošna podvodna fotografija - natečaj, 1. mesto
- 1997, Koper, Splošna podvodna fotografija - natečaj, 1. mesto
- 1998, Portorož, 1th Internautica Photo Award 1998, natečaj, ambient: 1. in 3. mesto
- 1998, Piran, Fotolov, Državno prvenstvo, 1. mesto
- 1998, Nova Gorica, 1. mednarodni natečaj Vodan 1998, riba: 1. mesto, makro: 3. mesto (skupno: 2. mesto)
- 1999, Piran, 2nd Internautica Photo Award 1999, natečaj, makro: 1. in 2. mesto, morska favna: 1. mesto
- 1999, Piran, 1. Prvenstvo slovenije v splošni podvodni fotografiji: makro: 1. mesto, riba: 1. mesto, kreativa: 2. mesto, ambient: 1. mesto, skupno: 1. mesto
- 1999, Nova Gorica, 2. mednarodni natečaj Vodan 1999, riba: 1. mesto
- 2000, Piran, 3rd Internautica Photo Award 2000, natečaj, makro: 2. mesto, morska favna: 1. in 2. mesto, ambient: 3. mesto
- 2000, Nova Gorica, 3. mednarodni natečaj Vodan 2000, makro: 2. mesto
- 2001, Nova Gorica, 4. mednarodni natečaj Vodan 2001, makro-mediteran: 3. mesto, ambient-mediteran: 3. mesto, makro-tropi: 1. mesto, riba-tropi: 2. mesto, ambient-tropi: 1. mesto, Grand prix (skupna uvrstitev): 1. mesto
- 2002, Nova Gorica, 5. mednarodni natečaj Vodan 2002, makro-mediteran: 1. mesto, ambient-mediteran: 2. mesto, Grand prix (skupna uvrstitev): 2. mesto
- 2003, Nova Gorica, 6. mednarodni natečaj Vodan 2003, riba-tropi: 1. mesto, riba-tropi: 3. mesto, ambient-tropi: 1. mesto, ambient-mediteran: 2. mesto, Grand prix (skupna uvrstitev): 1. mesto

### Nagrade izven Slovenije
- 1994, Nagrada nemške revije UWF za »top twenty«
- 1995, 2nd CMAS »50 Judges« UW Photography Contest, Mauritius 1995, riba: 8. mesto
- 1997, 3nd CMAS »50 Judges«, UW Photography Contest, Lausanne 1997, makro: 5. mesto
- 1999, 4nd CMAS »50 Judges«, UW Photography Contest, Singapore 1999, ambient: 5. mesto
- 2001, 5th CMAS »50 Judges«, UW Photography Contest, Monaco 2001, makro: 3. mesto, ambient: 4. mesto, riba: 5. mesto
- 2001, 39th LAUPS (Los Angeles Underwater Photographic Society) international photo contest, širokokotna fotografija - diapozitivi, 1. mesto

### Svetovna prvenstva v podvodni fotografiji
- 1995, 1st World Cup in Underwater Photography, Sharm el Sheikh, Egipt, makro: 6. mesto
- 1996, 6th World Championship in Underwater Photography, Menorca, Španija: makro: 7. mesto
- 1998, 7th World Championship in Underwater Photography, Alesund, Norveška, makro: 8. mesto, skupna uvrstitev: 8. mesto
- 2000, 8th World Championship in Underwater Photography, Soma bay, Egipt, makro: 3. mesto,  riba: 8. mesto, ambient: 5. mesto; skupno: 3. mesto (najboljša slovenska uvrstitev na svetovnih prvenstvih do sedaj)
- 2002, 9th World Championship in Underwater Photography, Marseille, Francija: makro-pozidonija: 8. mesto, ambient z modelom: 5. mesto, ambient: 2. mesto; skupna uvrstitev: 7. mesto
- 2005, 10th World Championship in Underwater Photography, Estartit, Španija: makro-goli polž: 8. mesto, makro: 6. mesto, ambient: 5. mesto; skupna uvrstitev: 9. mesto